# 篠原守
篠原 守（しのはら まもる）は、日本の外交官。2013年（平成25年）8月1日からコスタリカ駐箚特命全権大使。

## 経歴・人物
兵庫県出身。大阪大学基礎工学部卒業後、1978年（昭和53年）大阪大学大学院を修了して、外務省に入省した。
外務省大臣官房総務課企画官兼外務省情報公開室室長、総合外交政策局科学原子力課長などを経て、
- 2004年（平成16年） 在ラオス日本国大使館参事官
- 2007年（平成19年） 宇宙航空研究開発機構
- 2009年（平成21年） 在ニューヨーク日本国総領事館首席領事[2]
- 2011年（平成24年）9月 科学技術振興機構参事役
- 2013年（平成25年）8月1日 コスタリカ駐箚特命全権大使[3]
- 2017年（平成29年）4月1日 防衛大学校教授[4]

## 同期
- 宮家邦彦（キヤノングローバル戦略研究所研究主幹、立命館大学客員教授）
- 新井勉（13年駐カメルーン大使）
- 小井沼紀芳（13年駐ザンビア大使）
- 大嶋英一（12年駐フィジー大使）
- 辻優（13年駐オランダ大使・12年駐クロアチア大使）
- 水上正史（12年駐アルゼンチン大使・10年外務省中南米局長）
- 菅沼健一（12年駐ブルネイ大使・09年駐ジュネーブ日本政府代表部大使）
- 猪俣弘司（13年駐パキスタン大使・10年駐サンフランシスコ総領事）
- 貝谷俊男（13年駐グルジア大使）
- 二石昌人（13年駐ブルキナファソ大使）
- 岡田憲治（13年駐ホンジュラス大使）
- 松富重夫（14年駐イスラエル大使・12年外務省国際情報統括官・10年外務省中東アフリカ局長）
- 梅田邦夫（14年駐ブラジル大使）
- 草賀純男（13年ニューヨーク総領事）
- 軽部洋（16年駐コンゴ民主共和国大使）